# Apopetelia fulvifascia
Apopetelia fulvifascia là một loài bướm đêm trong họ Geometridae.